# Одного разу в нас виростуть крила
«Одного разу в нас виростуть крила» (ісп. Alguna vez tendremos alas) — мексиканська теленовела виробництва телекомпанії Televisa. У головних ролях Кейт дель Кастільйо, Умберто Суріта та Синтія Клітбо. Прем'єрний показ відбувся на каналі Las Estrellas 6 січня — 28 листопада 1997 року.

## Сюжет
Сімнадцятирічна Ана Ернандес Лопес мешкає у найбіднішому районі Мехіко разом з матір'ю, сестрами та вітчимом Родольфо Санчесом на прізвисько Кіт, який пов'язаний зі злочинцями. Вітчим б'є матір Ани і чепляється до самої дівчини, яка не впадає у відчай, працює у пекарні та співає в церковному хорі. В той же час у фешенебельному районі столиці мешкає талановитий музикант, диригент Гільєрмо Ламас, який разом з коханою дружиною Ісабель виховує малолітню доньку Алехандру. Разом з ними мешкає сестра Ісабель Росаура Онтіверос, яка також працює менеджером Гільєрмо, в якого таємно закохана. Ана знайомиться з Начо, хлопцем 
із заможної родини, і той закохується в неї, незважаючи на те, що має наречену на ім'я Магдалена. Проте Магдалену цікавить не так сам Начо, як статки його родини. Потроху Ана починає відповідати йому взаємністю, але одного дня дізнається, що Начо і його батько загинули в авіакатастрофі. Магдалена, дізнавшись про загибель нареченого, робить аборт, через що втрачає можливість мати дітей. Тим часом Ісабель дізнається, що невиліковно хвора (їй діагностовано неоперабельну пухлину головного мозку), але вона приховує це від рідних і чоловіка, не бажаючи травмувати його чутливу творчу натуру. Родольфо, вітчим Ани, скоює вбивство, та, інсценувавши власну смерть, втікає. Захищаючись від інших злочинців, Іоланда, мати Ани, також скоює вбивство. Щоб врятувати матір, Ана бере провину на себе, і її відправляють до виправного закладу, яким керують черниці. Ісабель, не впоравшись з керуванням автомобіля через свою хворобу, гине в аварії, а її дочка отримує серйозні травми. Черниці направляють Ану в дім до Гільєрмо, щоб доглядати хвору дівчинку, де Ана спостерігає, як за увагу вдівця змагаються Росаура та Магдалена. Остання виграє, а Росаура у відчаї покидає столицю і оселяється на віддаленому ранчо. Там вона вступає у зв'язок з новим робітником, який виявляється не ким іншим, як Родольфо, і той починає маніпулювати нею, а потім і бити її. Щоб утримати Гільєрмо, який все більше й більше цікавиться Аною, Магдалена повідомляє йому, що вагітна...

## У ролях
- Кейт дель Кастільйо — Ана Ернандес Лопес
- Умберто Суріта — Гільєрмо Ламас
- Кеті Барбері — Ісабель Онтіверос де Ламас, дружина Гільєрмо
- Синтія Клітбо — Росаура Онтіверос, сестра Ісабель і менеджер Гільєрмо
- Ана Карла Кегель — Алехандра Ламас, дочка Гільєрмо та Ісабель
- Рене Стріклер — Начо Нахера
- Еухенія Каудуро — Магдалена Аредон, наречена Начо, пізніше подруга Гільєрмо
- Сільвія Маріскаль — Сільвія, сестра Начо
- Саграріо Баена — Ортенсія Аредон
- Давид Ренкорет — Ерменохільдо Аредон
- Альберто Естрелья — Родольфо Санчес (Кіт), вітчим Ани
- Алехандра Пеніче — Іоланда Лопес, мати Ани, дружина Родольфо
- Едгар Вівар — Себастьян Медіна
- Марія Прадо  — Матильда
- Маріанна Габріела — Марія Ернандес Лопес, середня сестра Ани
- Бетіна Саде — Луїса Ернандес Лопес, молодша сестра Ани
- Анабель Гутьєррес — Бернардіта
- Давид Остроскі — доктор Рікардо Агілера
- Маргарита Ісабель — Вероніка дель Омо
- Луїс Кутюр'є — Густаво Нахера
- Хусто Мартінес — падре Мігель
- Оскар Бонфільйо — падре Томас
- Адріана Барраса — Клара Домінгес
- Рауль Буенфіль — Грегоріо Луке
- Хосефіна Ечанове — Лусія Ламас, мачуха Гільєрмо
- Малені Моралес — доктор Діас
- Хеновева Перес — Мерседес
- Ана Лаєвська — російська скрипалька
- Марікармен Вела — Мати-настоятелька
- Лілі Інклан — Мати Торнера
- Юля Посо — Мати Хосефіна
- Антоніо Мігель — Артуро Нері
- Евелін Соларес — Руфіна
- Івонн Монтеро — Алісія
- Альфредо Адаме — Карлос Аугусто

## Нагороди та номінації
TVyNovelas Awards (1998)
- Найкраща лиходійка (Еухенія Каудуро).
- Номінація на найкращу лиходійку (Синтія Клітбо).
- Номінація на найкращого лиходія (Альберто Естрелья).
- Номінація на найкращу молоду акторку (Кейт дель Кастільйо).
- Номінація на найкращого молодого актора (Рене Стріклер).
- Номінація на найкращу жіночу роль — відкриття (Еухенія Каудуро).
- Номінація на найкращий сценарій або адаптацію (Флоринда Меса, Карлос Даніель Гонсалес).

ACE Awards (1998)
- Міжнародна чоловіча персона (Умберто Суріта).
- Найкраща акторка (Синтія Клітбо).

## Інші версії
- 1956 — Абонент 0597 зайнятий (ісп. El 0597 está ocupado), колумбійська теленовела спільного виробництва Producciones Punch та Televisión Nacional de Colombia. У головних ролях Росіта Алонсо і Джон Хіль.
- 1963 — Абонент 2-5499 зайнятий (порт. 2-5499 ocupado), бразильська теленовела виробництва TV Excelsior. У головних ролях Глорія Менезес і Тарсісіо Мейра.
- 1990 — Голос в телефонній слухавці (ісп. Una voz en el teléfono), аргентинська теленовела виробництва Canal 9. У головних ролях Кароліна Папалео і Рауль Тайбо.
- 1999 — Безумна пристрасть (порт. Louca Paixão), бразильська теленовела виробництва JPO Produções та Rede Record. У головних ролях Каріна Барум і Маурісіо Маттар.